# Bộ Bốc (卜)
Bộ Bốc (卜) nghĩa là "xem bói", là một trong 23 bộ thủ được cấu tạo từ 2 nét trong số 214 Bộ thủ Khang Hy.
Trong Khang Hi tự điển, có 45 ký tự (trong tổng số 49.030) được tìm thấy dưới bộ thủ này.

## Chữ dùng bộ Bốc (卜)

Tiểu triện

| Số nét | Chữ         |
| ------ | ----------- |
| 2 nét  | 卜 ⺊       |
| 4 nét  | 卝 卞       |
| 5 nét  | 卟 占 卡 卢 |
| 7 nét  | 卣 卤       |
| 8 nét  | 卥 卦       |
| 9 nét  | 卧          |
| 11 nét | 卨          |